# Steve Ovett
Stephen "Steve" Michael James Ovett OBE (Brighton, 9 de outubro de 1955) é um ex-atleta britânico, campeão olímpico dos 800 m em Moscou 1980. Em sua carreira, quebrou os recordes mundiais dos 1 500 m e da milha diversas vezes e foi o grande rival de seu compatriota Sebastian Coe, nas provas de meio-fundo que dominaram na virada nos anos 70 para os anos 80.

## Início
Ovett mostrou grande talento para os esportes desde a infância e na juventude era uma grande promessa no futebol, antes de se dedicar ao atletismo. Seu primeiro título internacional veio em 1973, com a vitória nos 800 m do Campeonato Europeu Júnior, seguida por uma medalha de prata no ano seguinte em Roma, no campeonato senior, ainda com 18 anos.
Em 1976 disputou seus primeiros Jogos Olímpicos, em Montreal, onde um 5º lugar nos 800 m e uma classificação para a semifinal dos 1500 m lhe deram alguma experiência olímpica.
Ovet surgiu para cena mundial em 1977, quando venceu a primeira Copa do Mundo do Atletismo, derrotando o então campeão olímpico dos 1 500 m, John Walker, e corredores da Alemanha Oriental, com uma arrancada final nos 200 m que surpreendeu a todos e a seus rivais . Foi com a atenção do público inglês e do mundo do atletismo sobre si, que ele competiu pela primeira vez contra Sebastian Coe, no Campeonato Europeu de Atletismo de 1978, em que venceu os 1 500 m com extrema facilidade, acenando para a multidão nos últimos metros, e chegou em segundo nos 800 m, deixando Coe em terceiro. Começava ali uma rivalidade nas pistas entre os dois britânicos, que se estenderia pelo resto de suas carreiras.

## Carreira
Ainda em 1978, Ovett fez tempos excelentes para corridas em várias distâncias, dos 800 m às 2 milhas - quebrando a marca mundial da prova, quando derrotou o multi-recordista mundial Henry Rono, no ano em que o queniano teve a melhor temporada de sua carreira.
Ele chegou aos Jogos Olímpicos de Moscou, em 1980, como favorito para a prova dos 1 500 m. No começo do mês, havia estabelecido nova marca mundial para a milha (3m48s8) e dias depois igualou o recorde mundial de 3m32s1 nos 1 500 m, que pertencia a Coe. Nos últimos três anos, e por 45 corridas consecutivas, ele havia sido imbatível nesta prova e na milha. Os Jogos de Moscou eram apenas a segunda vez que ele e Coe se defrontavam na mesma corrida e era grande a especulação sobre qual deles sairia dali como o grande campeão.
Sua participação nos 800 m, a prova onde Coe era melhor sucedido e recordista mundial, serviria como um teste para o que ele poderia fazer nos 1 500 m. Na metade da prova, na final, ele estava em sexto lugar mas foi abrindo caminho até ficar em segundo lugar, logo atrás de Coe; nos últimos 50 metros, deu uma arrancada que ninguém conseguiu acompanhar e conquistou a vitória e a medalha de ouro com três metros de vantagem sobre o adversário. Ironicamente, nos 1 500 m, disputado seis dias depois, foi Coe quem o derrotou e ele teve que se contentar com a medalha de bronze, ultrapassado quase na linha de chegada pelo alemão-oriental Jürgen Straub. No fim de 1980, Ovett quebrou o recorde mundial que dividia com Coe, fazendo 3m31s36 para a distância, em Koblenz, Alemanha.
O ano de 1981 foi o ápice de Ovett e Coe. Nenhum dos dois se encontrou na mesma pista, mas quebraram três vezes o recorde mundial a milha em apenas dez dias, em competições diferentes. Com várias lesões em 1982, ele não conseguiu bons resultados, mas no segundo semestre de 1983, quebrou novamente o recorde mundial dos 1 500 m, em Rieti, na Itália.
Ovett chegou para os Jogos Olímpicos de Los Angeles, em 1984, vindo de pequenas contusões após uma temporada de treinos na Austrália e recuperando-se de uma bronquite. Para sua infelicidade, teve que defrontar-se tanto nas eliminatórias quanto na semifinal com o brasileiro Joaquim Cruz, então com 21 anos e no auge da forma, e que se tornaria o campeão olímpico dos 800 m, e perdeu todas, o que minou sua confiança. Conseguiu classificar-se no quarto lugar da sua semifinal, e depois de se jogar sobre a linha de chegada, apesar de fazer seu segundo melhor tempo na distância (1m44s81). Na final, visivelmente fora das melhores condições físicas, terminou em último lugar e foi obrigado a passar duas noites no hospital. Recuperando-se a tempo de participar dos 1 500 m dias depois, contra o conselho de médicos e treinadores, abandonou a prova no meio e foi retirado da pista de maca, depois de ver Sebastian Coe ganhar a medalha de ouro da prova.
A partir daí, apesar de uma vitória nos 5 000 m - mostrando sua versatilidade - nos Jogos da Comunidade Britânica de 1986, sua carreira entrou em declínio. Sem conseguir voltar à forma de antes, não conseguiu classificação para Seul 1988 e abandonou o atletismo em 1991, um ano depois de seu rival e compatriota Sebastian Coe.
Uma estátua de bronze foi construída em sua homenagem em sua cidade natal de Brighton, mas, roubada em 2007, nunca mais foi encontrada nem substituída.